# William O'Connell Bradley
William O'Connell Bradley (18 de março de 1847 – 23 de maio de 1914) foi um político dos Estados Unidos, e 32º governador de Kentucky e mais tarde senador representando este estado. Foi o primeiro republicano eleito para governador do Kentucky, Bradley tornou-se conhecido como o pai do partido republicano em Kentucky.
Como um republicano em um estado fortemente democrático, Bradley encontrou pouco sucesso no início de sua carreira política. Ele foi duas vezes derrotado na disputa para câmara de representantes dos Estados Unidos e igualmente para o senado. Depois de ter destaque nacional com seu discurso apoiando a candidatura presidencial de Ulysses S. Grant na Convenção Nacional Republicana de 1880, foi nomeado governador em 1887. Embora ele tenha perdido a disputa para Simon Bolivar Buckner, ele conseguiu reduzir a costumeira maioria democrática substancialmente. Ele foi novamente indicado para governador em 1895. Obtendo proveito sobre as divisões no partido democrático sobre a questão de "prata livre" (livre cunhagem de moedas de baixo valor), ele derrotou Parker Watkins Hardin nas eleições gerais. Seu mandato foi marcado pela violência e lutas políticas. Ele era um defensor dos negros e fez muito para promover o seu estatuto no estado, mas foi incapaz de aprovar muito do seu programa de reformas por causa de uma maioria democrática hostil na Assembleia Legislativa do estado.
O republicano William S. Taylor foi eleito para suceder Bradley na controversa eleição para governador de 1899. Quando o candidato democrata William Goebel e seu companheiro de chapa J. C. W. Beckham desacreditaram os resultados das eleições, então Bradley formou parte da equipe jurídica dos republicanos. O caso foi para julgamento pelo Supremo Tribunal Federal, que decidiu em favor dos Democratas. Apesar de ser um membro do partido de minoria do Estado, Bradley foi eleito para o Senado dos Estados Unidos em 1907. Mais uma vez, divisões dentro do Partido Democrata desempenharam um papel na sua eleição. A oposição de Bradley a prohibition (proibição de bebidas alcoólicas) fez dele mais aceitável para alguns democratas que o seu próprio candidato, o governador Beckham que estava de saída. Beckham se recusou a retirar candidatura em favor de um candidato de compromisso, então após dois meses de sufrágios, quatro legisladores democráticos ignoraram as linhas do partido e Bradley foi eleito. Bradley teve uma carreira comum no Senado. No mesmo dia que ele anunciou que não iria tentar a reeleição para sua cadeira no Senado envolveu-se em um acidente de bonde. Ele morreu de seus ferimentos em 23 de maio de 1914.

## Início da vida
William O'Connell Bradley nasceu perto de Lancaster no Condado de Garrard, Kentucky, em 18 de março de 1847. Ele era o filho mais novo de Robert McAfee e Nancy Ellen (Totten) Bradley. O casal teve também seis filhas, cinco das quais sobreviveram e um filho, que morreu ainda criança. A Irmã de Bradley, Catherine Virginia (Bradley) Morrow, casou-se com o juiz Thomas Z. Morrow, que fez uma tentativa mal sucedida para governador de Kentucky em 1883. Seu filho, Edwin P. Morrow, foi eleito o quadragésimo governador de Kentucky em 1917.
Enquanto Bradley ainda era uma criança, a família mudou-se para Somerset no Kentucky, onde Bradley foi educado por professores particulares e em uma escola particular. Após a eclosão da Guerra Civil, ele interrompeu os estudos por duas vezes e fugiu para se juntar ao exército da União, primeiro servindo como oficial de recrutamento em Somerset, em seguida, inscrevendo-se como um soldado em Louisville. Ambas as vezes, seu pai retirou-o da guerra por causa de sua tenra idade. Apesar de ter só alguns meses de caserna em seu registro, ele foi denominado "Coronel Bradley" por muitos para o resto de sua vida.
Em 1861, Bradley  foi homenageado na Câmara dos representantes de Kentucky. Estudou direito com seu pai, um dos principais advogados de defesa criminal do Kentucky. Embora a lei de Kentucky exigisse que para prestar exame para a advocacia o candidato tivesse a idade mínima de vinte e um anos de idade, Bradley foi autorizado por uma disposição especial da assembleia legislativa para prestar o exame aos dezoito anos de idade. Este arranjo possibilitou ser julgado competente por dois juízes da corte geral. Apesar de não ter nenhuma instrução universitária, Bradley passou no exame e foi licenciado em 1865, ingressou no escritório de seu pai em Lancaster. Mais tarde recebeu um grau honorário de Doutor em direito pela Universidade de Kentucky (agora Universidade de Transilvânia).
Em 13 de julho de 1867, Bradley casou-se com Margaret Robertson Duncan e posteriormente converteu-se após batismo ao Presbiterianismo, fé da esposa. O casal teve dois filhos, George Robertson Bradley e Christine (Bradley) South.

## Início da carreira política
Bradley começou a carreira política em 1870, quando foi eleito procurador do Condado de Garrard. Sendo ele um republicano no 8º distrito que era fortemente democrata, Bradley foi derrotado por Milton J. Durham para uma vaga na Câmara dos representantes dos Estados Unidos em 1872. Em 1875 seu partido indicou-o para uma vaga no Senado dos Estados Unidos, mesmo sendo ele muito jovem para exercer legalmente o cargo. No entanto, ele recebeu o voto de cada um dos republicanos na Assembleia Legislativa do estado. No ano seguinte, ele novamente perdeu para Durham para uma vaga na Câmara dos deputados, mas recebeu 3.000 votos a mais que outros candidatos republicanos já haviam recebido naquele distrito. Ele recusou a indicação de seu partido para o Senado em 1878 e 1882 e também recusou uma nomeação de procurador geral em 1879 por causa de problemas de saúde.
Bradley foi escolhido por unanimidade como um delegado-geral por seis vezes consecutivas nas convenções nacionais republicanas. Na Convenção Nacional Republicana de 1880 em Chicago, Illinois, foi escolhido por unanimidade para votar na segunda nomeação de Roscoe Conkling para a disputa presidencial em que Ulysses S. Grant conquistou seu terceiro mandato como Presidente. Sua empolgante oratória logo chamou a atenção de proeminentes líderes de seu partido. Na Convenção de 1884, foi fundamental para derrotar uma moção para restringir a representação dos Estados do Sul. O presidente Chester A. Arthur escolheu Bradley para ajudar a recuperar os danos financeiros ocasionados por fraudes de funcionários postais envolvidos nas Star Route Frauds em 1885, mas Bradley recusou esta responsabilidade em função de diferenças com o procurador-geral Benjamin H. Brewster sobre o julgamento desses casos.

## Eleição para governador de 1887
Na convenção republicana de nomeação de 11 de maio de 1887 em Louisville, os republicanos do Kentucky indicaram Bradley para governador de Kentucky para disputar com o democrata Simon B. Buckner, um antigo general confederado. Em seu discurso de aceitação, Bradley implorou aos Kentuckinianos para perceberem que a Guerra Civil havia acabado e interrompessem sua prática de eleger ex-confederados democratas para um cargo público. Sua plataforma incluía propostas para a educação, a implementação de uma alta tarifa de proteção (restrição ao mercado externo) e desenvolvimento de recursos do estado. Ele salientou que, apesar de Kentucky possuir mais carvão do que a Pensilvânia, havia comprado deles a metade de seu carvão. Uma situação semelhante existia no que diz respeito à madeira. Ele também foi crítico dos gastos excessivos das administrações democráticas anteriores. Entre seus exemplos citados de extravagância foram a criação de uma Secretaria de estado para agricultura e a construção de uma nova Penitenciária do estado. A má gestão Democrática dos assuntos do estado resultou que Kentuckinianos jovens e capazes deixassem o estado para tentar a sorte por falta de oportunidade em casa, lamentou Bradley.

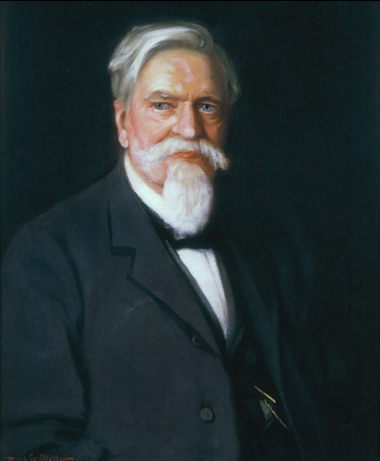
Simon Bolivar Buckner, opositor de Bradley em 1887.

Durante a campanha, Buckner dependia da força do partido e popularidade pessoal para lhe dar uma vantagem sobre Bradley, um orador decididamente superior. No único debate entre os dois, realizados em Grayson, Bradley atacou os democratas pela criação de "secretarias inúteis" como a de Comissários de ferrovias. Ele defendeu a proposta republicana de uma alta tarifa protetora e defendia ajuda federal para a educação. Quando Buckner conheceu a plataforma, ele começou perguntando se Bradley havia acusado em um discurso anterior que um dos discursos de Buckner tinha sido escrito pelo ex-governador J. Proctor Knott. Bradley reconheceu que ele tinha ouvido que Knott tinha escrito o discurso e que ele (Bradley) havia repetido esta afirmação em um de seus discursos. Buckner repreendeu Bradley por circular esta acusação "vergonhosamente falsa" e retirou seu acordo para participar de qualquer outro debate em comum. Em seguida, proferiu um discurso atacando a proteção tarifária e ajuda federal para a educação.
Fiel à sua palavra, Buckner nunca mais enfrentou Bradley em uma discussão conjunta. Rumores começaram a circular que Buckner estava com medo de enfrentar Bradley em debate novamente, todavia Bradley pouco fez para dissipar esses rumores. Os democratas não foram completamente Unidos durante toda a campanha, com membros proeminentes do partido incluindo Milton J. Durham e o senador Albert Seaton Berry criticando a participação democrata no estado. O democrata Henderson Gleaner também foi crítico, opinando que "Nós deveríamos ter vergonha de nós mesmos". Em todo o estado, Bradley repetia a questão da confiança cega oferecida aos funcionários de cargos perenes ocupados por democratas, chamando especificamente para um exame do tesouro. Embora Bradley perdesse a eleição por mais de 16.000 votos, fez a melhor exibição de que qualquer outro candidato para governador republicano a esse tempo e ganhou forte apoio dos eleitores de negros do estado. Suas preocupações sobre o tesouro público comprovaram ser válidas. Quando Buckner ordenou uma auditoria dos livros da tesouraria em 1888, o tesoureiro James "Dick honesto" Tate fugiu com US $250.000 do Tesouro do estado. Ele nunca foi encontrado.
Em 1888 o nome de Bradley foi colocado novamente antes da assembleia geral como um candidato para o Senado dos Estados Unidos, mas foi derrotado por James B. Beck por uma diferença de votos de 94 para 31. Mais tarde naquele ano, ele recebeu 103 de 832 votos para a nomeação de candidatos na Convenção Nacional Republicana 1888, perdendo a candidatura para Levi P. Morton. Após a recomendação não solicitada do senador Beck, o presidente Benjamin Harrison nomeou Bradley como ministro da Korea em 1889, mas Bradley recusou a nomeação, optando por permanecer em Kentucky e perseguir oportunidades futuras políticas naquele estado. Ele foi eleito para o Comitê Nacional republicano três vezes entre 1890 e 1896. Em 1896 ele foi a escolha da delegação de Kentucky para candidato presidencial.

## Eleição para governador de 1895
Bradley cedo declarou sua candidatura para a indicação republicana de governador em 1895 e nenhuma outra candidatura com chances surgiu antes da Convenção de nomeação dos republicanos. Consequentemente Bradley foi indicado em uma Convenção relativamente harmoniosa. O grande problema da campanha foi se o país deveria manter um sistema monetário baseado no padrão-ouro (rigidez monetária) ou permitir as moedas de prata em uma proporção de 1 (ouro) para 16 (prata), comumente chamada de posição de "prata-livre" (livre cunhagem de moedas). Na sua Convenção, os republicanos adotaram uma plataforma que foi inequivocamente em favor do padrão-ouro.

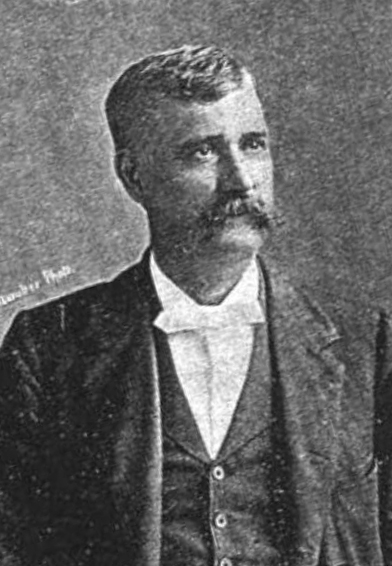
Parker Watkins Hardin, oponente de Bradley em 1895.

Democratas estavam divididos sobre a questão monetária. Seu eventual candidato, Parker Watkins Hardin, era conhecido por ser favorável da "prata-livre", mas ele se comprometeu a respeitar a plataforma que fosse adotada pela Convenção. Essa plataforma foi ambígua em relação à questão do ouro e da prata. Ele elogiou o Presidente Grover Cleveland e seu secretário do Tesouro, natural do Kentucky John G. Carlisle, ambos apoiadores do padrão ouro e aprovou a plataforma democrática nacional de 1892. A maioria acreditava que isto significava que a plataforma favorecia o padrão-ouro, embora alguns favoráveis da "prata-livre" como Ollie M. James sustentasse que a plataforma de 1892 favorecia a "prata-livre". Consequentemente, a maioria dos democratas deixaram a convenção sem saber qual posição seu candidato estaria sobre a questão do dinheiro.
A campanha começou em Louisville, em 19 de agosto de 1895. Em seu primeiro discurso Hardin apoiou diretamente a "prata-livre", ocasionando a divisão de seu partido para o resto da campanha. Bradley reprisou muitos dos seu argumentos da campanha de 1887 contra Buckner. Salientou a má gestão do governo do Estado pelos democratas, citando o desfalque ocasionado pelo tesoureiro James "Dick honesto" Tate como prova. Ele também salientou a associação de Hardin com Tate. Hardin tinha sido procurador-geral do Estado, quando da fuga de Tate e os dois eram conhecidos por serem amigos. Ele denunciou a "prata-livre" e novamente deu apoio para uma alta tarifa protetora (proteção do mercado interno). Ele culpou o Presidente democrata Grover Cleveland pela depressão econômica nacional.
No terceiro debate, realizado em Hopkinsville, Hardin rebateu a ofensiva de Bradley contra ele sobre a questão monetária através da acusação de que a eleição de um republicano levaria ao "Domínio Negro" do estado. Isso colocou Bradley em um dilema. Se ele se recusasse a reconhecer a influência dos negros sobre o partido, ele perderia seus votos, ou se ele reconhecesse, ele iria perder muitos votos de eleitores brancos. Bradley  ignorou a questão racial em Hopkinsville e durante os próximos dois debates, em vez disso, intensificou sua crítica contra Hardin sobre a questão monetária e também de sua associação com James Tate. Na sexta discussão conjunta, realizada em 30 de agosto em Eminence, alguns membros da platéia começaram a interromper Bradley, que estava rouco de debates anteriores. Depois de tentar reiniciar sua declaração de abertura quatro vezes, Bradley deixou o local, então no dia seguinte anunciou que ele não iria mais participar em quaisquer debates conjuntos como resultado do incidente. Muitos acreditaram que Bradley estava procurando um motivo acabar com os debates a fim de desviar a questão racial, então o incidente em Eminence lhe deu a oportunidade. Alguns republicanos pretos ressentiram-se da tentativa de Bradley esmaecer a questão racial e incentivaram os companheiros negros para não apoiarem Bradley, mas votar no populista Thomas S. Pettit em vez disso.
Nas eleições gerais Bradley recebeu o voto de muitos democratas do "padrão-ouro". Ele também ganhou um número de votos de quem simpatizava com as opiniões da American Protective Association, uma anti-imigrante e  anticatólica organização. Algumas estimativas colocaram a adesão da organização em 14.000 votos, somente ela, em Louisville. Ele também teve apoio nos centros urbanos de Paducah, Lexington, Ashland, Covington e Frankfort. Os democratas também foram prejudicados por fatores econômicos, incluindo os problemas econômicos nacionais e uma grave seca no estado. Bradley foi eleito o primeiro governador republicano do Kentucky, derrotando Hardin por uma diferença de votos de 172.436 para 163.524. Pettit, o candidato populista, obteve 16.911 votos, a maioria dos democratas no oeste do Kentucky. A participação na eleição foi de 85%. Mais votos do que potenciais eleitores foram registrados em 18 Condados, nove dos quais foi para Bradley e nove para Hardin.

## Governador do Kentucky
Bradley foi empossado em 10 de dezembro de 1895. Durante o seu mandato, os republicanos controlavam a Câmara dos deputados de Kentucky, enquanto os democratas controlavam o Senado de Kentucky. Isto levou a disputas internas entre as duas casas da Assembleia Geral e da Assembleia Geral com o governador. Em votos comuns, como a eleição de senadores do Estados Unidos, os partidos eram iguais com sessenta e oito membros cada um. Dois populistas também eram membros da Assembleia, um que apoiova os democratas e outro que apoioava os republicanos.

### Sessão legislativa de 1896
Na primeira sessão legislativa do mandato de Bradley, 75 propostas foram arquivadas, incluindo a proibição de fabricação e venda de cigarros, uma medida para tornar o carregamento de arma escondida em crime e um projeto de lei proibindo o jogo em pistas e feiras da Igreja. Foram introduzidas medidas concorrentes afetando salões de bilhar, uma que teria levantado a maioria das restrições sobre seu funcionamento enquanto a outra teria proibido o funcionamento completamente. Bradley adicionou uma lei antilinchamento para a pauta legislativa. No entanto, nenhuma dessas propostas foram analisadas, pois a maioria da atenção da Assembleia durante a sessão centrou-se sobre a eleição de um senador dos EUA.

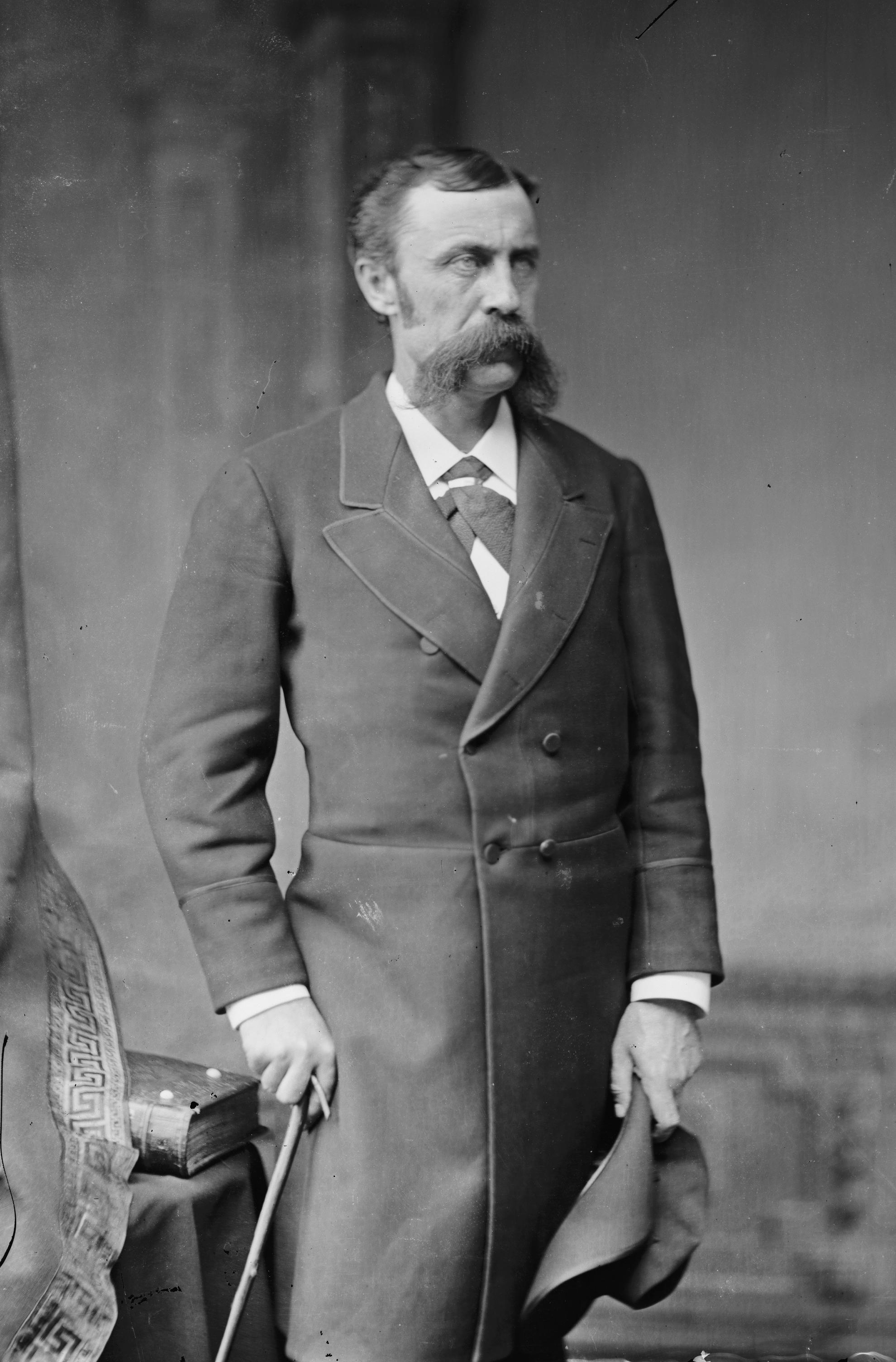
A eleição de um sucessor para o senador J. C. S. Blackburn dominou a primeira sessão legislativa do mandato de Bradley.

Muitos democratas estavam ansiosos para reeleger o senador J. C. S. Blackburn para seu cargo no Congresso, mas alguns em vez disso estavam apoiando o ex-governador John Y. Brown. O Senador do Estado democrático Albert Berry também estava fazendo propostas de ser considerado para o cargo. Os legisladores republicanos indicaramo W. Godfrey Hunter para a vaga, e, finalmente, Blackburn e Hunter surgiram como os principais candidatos. Os democratas do "padrão-ouro" se recusaram a votar em Blackburn, um apoiante da "prata-livre", optando pelo ex-governador James B. McCreary. Na votação após o escrutínio, nenhum candidato obteve a maioria, embora Blackburn recebesse 65 votos uma vez, deixando-lhe apenas dois votos da eleição. O Secretário do Tesouro John G. Carlisle foi apresentado como um candidato de consenso, mas nunca recebeu mais de 61 votos. Outros candidatos de consenso propostos incluíram o editor Henry Watterson do Louisville Courier-Journal, o deputado Walter Evans, o ex-governador Buckner, o juiz William H. Holt e Augustus E. Willson.
Os democratas da "prata-livre" solicitavam a naturalização de Hunter. Finalmente concluiu-se que Hunter, um inglês, havia sido naturalizado ao abrigo de disposição legal federal que permitia a desconsideração de preliminares padrão por causa de seu serviço como cirurgião do exército dos Estados Unidos. Ao longo da disputa, Hunter também foi indiciado por corrupção, mas foi absolvido rapidamente por falta de provas. A votação prosseguiu durante vários dias, então manifestantes das galerias da câmara interrompiam o trabalho com manifestações de apoio a vários candidatos. Uma matéria do Kentucky Post de 7 de março de 1896, noticiou que legisladores bem-humorados começaram guerrinhas de bolinhas de papel uns aos outros durante as deliberações do dia. Esta leviandade aumentou até que bolinhas das transcrições da mensagem do governador ao legislativo estavam voando pelo ar. Em 11 de março, as tensões tinham chegado ao ponto que apoiantes democráticos armados estavam de pé fora da casa do Estado numa tentativa de intimidar os legisladores republicanos e desencorajá-los de entrar. Tentativas foram feitas para destituir vários legisladores na Assembleia geral, levando a ameaças de violência. Observadores foram banidos da Galeria, então todos que entrassem na câmara do estado sofriam revistas em procura por armas.
Bradley chamou a milícia de Frankfort para manter a ordem e considerou levantar a sessão para uma casa de ópera em Louisville, onde poderia ser fornecida mais segurança. Alguns líderes democratas em Louisville elogiaram Bradley pela preservação da ordem, mas os legisladores democratas no Senado procuraram a aprovação de resoluções para condenar Bradley por interferência na eleição, estipulando multa de $500 e mais seis meses de prisão. Estes mesmos legisladores também ameaçaram aprisionar o vice-governador William Jackson Worthington, permitindo assim que o democrático Presidente Pro Tem (cargo mais alto) do Senado William Goebel tornar-se governador em exercício. Um Comitê foi criado para investigar Bradley, mas as resoluções para condenar e aprisioná-lo não foram aprovadas. Em 16 de março, o governador Bradley declarou lei marcial na capital. A sessão foi suspensa mais tarde naquele dia sem ter eleito um senador. Entre algumas realizações da sessão foram projetos criando duas casas de reforma do Estado, oferecimento gratuito de pedágios e estradas de cascalho. Um projeto de lei proibindo o trabalho de crianças em idade escolar que não participaram pelo menos doze semanas da escola durante o ano passou sobre o veto de Bradley. Em um esforço para constranger o governador, o Senado recusou-se a passar uma proposta de receita, deixando o governador sem nenhum dinheiro para gerir o estado. Após a sessão, um jornal do Norte de Kentucky opinou que "É difícil conceber uma legislatura que realizasse menos que esta presente havia".
Bradley chamou uma sessão especial em março de 1897 para retomar a votação para senador. Ele indicou Andrew T. Wood para preencher a vaga no caso dos legisladores não elegerem um senador em tempo para a sessão do Congresso começar. Os republicanos continuaram apoiando Hunter, os "prata-livre" democratas ainda apoiavam Blackburn e os Democratas do "padrão-ouro" nomearam o empresário Henry L. Martin do Condado de Woodford. Quando seguiu-se o impasse entre Hunter e Blackburn, Hunter retirou seu nome de consideração. Então os republicanos indicaram St. John Boyle, mas o impasse continuou inabalável. Após vários sufrágios, Boyle também desistiu e republicanos indicaram o advogado e senador de Estado William Joseph Deboe em seu lugar. Deboe foi eleito no 112º sufrágio, tornando-se o primeiro senador republicano da Commonwealth.

### Defesa de direitos aos negros
Bradley fez muito para avançar a causa dos negros em Kentucky. Ele denunciou linchamentos raciais e exigiu que os condados oficiais processassem a violência racial. Ele convocou uma sessão legislativa especial em março de 1897 para análise de um projeto de lei antilinchamento que impunha sanções, incluindo multa de até US $500 e ampliação da competência judicial para permitir qualquer oficial de paz, o que não impediu a violência, linchamento ou turba. Ainda mais poderes aos oficiais de paz para recrutarem homens fortes para ajudar a proteger os presos e multa-los se recusassem fazê-lo quando houvesse necessidade. Apesar do legislativo politicamente dividido, a lei aprovada rapidamente pelas duas câmaras da Assembleia Geral e Bradley sancionou em 11 de maio de 1897. Em janeiro de 1898, Bradley aceitou um convite para falar perante a Anti-Mob and Lynch Law Association em Springfield, Ohio. Durante o mandato de quatro anos de Bradley, 25 linchamentos foram cometidos no estado, em comparação dos 56 ocorridos durante o mandato do seu antecessor.
Um caso de alto perfil que ilustrou e motivou a oposição de Bradley contra a violência racial foi a do ex-escravo George Dinning. Depois de ser emancipado, Dinning guardou dinheiro suficiente para comprar uma fazenda no Condado de Simpson. Em 27 de janeiro de 1897, uma multidão de 25 homens brancos armados chegou à fazenda de Dinning, acusando-o de roubar porcos e galinhas e exigiu que ele deixasse o Condado dentro de 10 dias. Dinning negou ser um ladrão e insistiu para várias pessoas no Condado atestarem seu bom caráter. A multidão, enfurecida pela resistência do Dinning, começou a queimar sua casa e feriram ele por duas vezes. Dinning pegou sua arma de dentro de casa e disparou contra a multidão, matando um homem. A multidão fugiu, então no dia seguinte, Dinning apresentou-se espontaneamente para as autoridades locais. Enquanto ele estava sob sua custódia, a multidão retornou para sua fazenda, retirou sua família de sua casa, saquearam e arrasaram a propriedade.
O xerife do Condado de Simpson removeu Dinning para Bowling Green e após para Louisville para impedir que fosse linchado. O governador Bradley destacou um esquadrão da milícia do estado para protegê-lo enquanto seu julgamento prosseguisse. Apesar do fato do caso envolver um homem negro, matando um homem branco, a maioria dos observadores acreditaram que Dinning iria ser absolvido por razões de autodefesa. O júri, no entanto, condenou Dinning de homicídio culposo e condenou a sete anos de trabalho forçado. Imediatamente, o escritório de Bradley foi inundado com pedidos para ele intervir em nome de Dinning. Os pedidos vieram de negros e brancos, alguns deles ex-confederados. O advogado de Dinning, Augusto E. Willson, solicitou formalmente um perdão, então Bradley emitiu o indulto 10 dias após a condenação. Bradley opinou que Dinning agiu razoavelmente sob as circunstâncias e que foi uma lástima que não havia membros da multidão sendo julgados e condenados. Após ser libertado, Dinning mudou-se para Indiana e contratou o ex-confederado Bennett H. Young para mover uma ação judicial federal contra alguns membros da turba que foram identificados durante seu julgamento. O julgamento foi realizado em Louisville e Dinning recebeu US $50.000 em danos.
Em seu discurso para a Assembleia Legislativa do estado em janeiro de 1898, Bradley defendeu a revogação da lei do vagão separado do Estado, que forneceu bondes separados para brancos e negros. Nomeou números substanciais de negros a posições de trabalho para o governo para além dos trabalhos de limpeza que normalmente recebiam. Nomeou Edward E. Underwood como a primeira pessoa negra no Conselho de curadores para  o Kentucky State College (mais tarde a Universidade de Kentucky). A causa de sua devoção ao avanço preto, Bradley foi a única pessoa branca incluída na compilação de 1897 Biographical Sketches of Prominent Negro Men and Women of Kentucky.

### Outros assuntos do mandato de Bradley
A eleição do Presidente republicano William McKinley em 1896 aprofundou a determinação dos democratas para opor-se ao governador republicano e seus aliados. Além disso, quando o legislativo foi convocado em 1898, a maioria democrática nas duas casas foi esmagadora. A mensagem de Bradley para a assembleia geral, em 1898, pediu numerosas reformas incluindo cortes para reduzir os gastos e desperdícios de governo, colocando as instituições de caridade do estado sob o controle de um conselho apartidário e reformas para a educação pública e o sistema judiciário.
O legislativo ignorou no geral a mensagem do governador em favor de interesses partidários. Uma legislação de controle e pureza de alimentos e medicamentos foi promulgada sem sua assinatura. Seu veto da controversa legislação regulando taxas de estrada de ferro, no entanto, foi mantido. Ambas as câmaras aprovaram uma resolução pedindo a renúncia do senador William Lindsay, um democrata do "padrão-ouro" que não apoiou a candidatura presidencial do William Jennings Bryan, pelo motivo de que ele não representava os interesses do seu partido. Lindsay respondeu que ele representava o povo de Kentucky e se recusou a renunciar o seu assento.

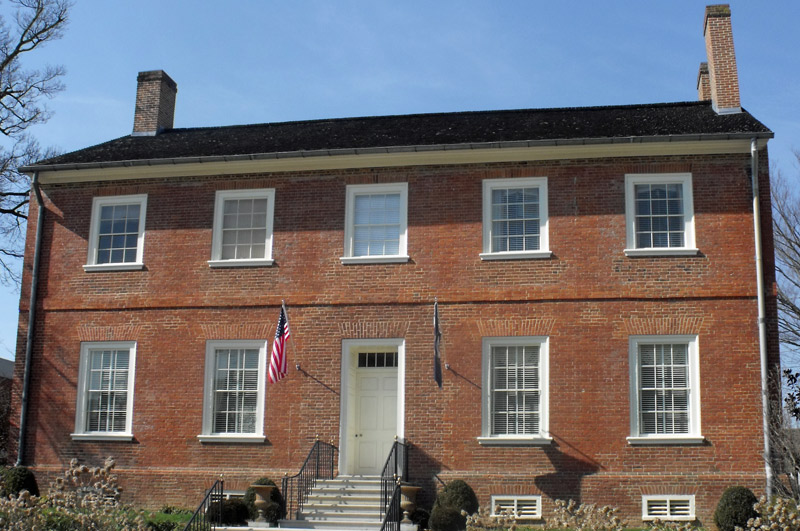
A mansão do governador foi danificada por um incêndio durante o mandato de Bradley.

Outra das preocupações de Bradley em sua mensagem ao legislativo foi a condição da mansão de governador (residência governamental). Em seu discurso, declarou que "A mansão Executiva durante anos tem apoiado seus andares para impedi-los de cair e era necessário mais de setecentos metros de forração para torná-la confortável no inverno. A presente casa é desagradável, a vista de um lado mostra as paredes da penitenciária e do outro a chaminé de um moinho de farinha das proximidades". Em vez de atentar às preocupações de Bradley, a Assembleia Geral aprovou um "bill ripper" (administrador) para tomar o controle da mansão do governador e colocá-lo sob a supervisão do Tribunal de Apelações. Em 10 de fevereiro de 1899, a mansão pegou fogo como resultado de uma combustão defeituosa no quarto do governador. O dia estava tão frio que os bombeiros tiveram dificuldades em evitar o congelamento da água em suas mangueiras, então a mansão sofreu grandes danos. Embora a mansão tenha sido salva um repórter do Courier-Journal opinou que o mais sensato a fazer seria demolir a antiga estrutura e construir uma nova, ou mesmo comprar outra casa em Frankfort para servir como a mansão do governador, o legislativo estava inclinada a fazer mais do que a acomodação mínima para um governador republicano. Consequentemente, a mansão foi novamente reparada. Os Bradleys abrigaram-se em um vizinho em Frankfort, imediatamente após o incêndio. Daí em diante, o governador Bradley ficou no Capitol Hotel em Frankfort, enquanto a Sra. Bradley e filha Christine voltaram para a casa de Lancaster. A família reocupou a residência antes do término do mandato de Bradley.
Bradley se esforçou para terminar com confrontos violentos que continuaram na parte oriental do estado. Durante seu mandato, os pseudos "Tollgate Wars" (pedágios) estavam em vigor. Em muitas áreas rurais em que não se podia construir boas estradas, companhias privadas construíram e tentaram recuperar os custos e obter lucros através de cobrança de pedágios. Moradores pobres das áreas, no entanto, alegavam que as taxas eram excessivas, especialmente à luz da depressão econômica nacional. Eles começaram a pedir por "estradas livres", mas seus apelos passaram despercebidos pelo Estado e governos nacionais. Então, muitos recorreram à violência, queimando casas de pedágio, ameaçando e atacando coletores do pedágio. Bradley solicitou duras medidas contra esta ilegalidade, mas a Assembleia democrática, simpática com a situação dos moradores pobres do Estado, recusou-se a agir. Até o final do mandato de Bradley, tinha terminado a maior parte da violência, as empresas venderam suas ações para grupos locais ou simplesmente abandonaram suas estradas devido a violência.
Quatro regimentos de infantaria e dois de cavalaria do Kentucky que serviram na guerra espanhola-americana foram atingidos pela falta de saneamento e doenças nos acampamentos militares onde eles estavam. As unidades tiveram pouca ação na guerra, mas 84 homens morreram devido as más condições. Quando chegou o momento das tropas voltarem para casa, Bradley descobriu que o estado não tinha dinheiro para pagar hospital e trens necessários para essa viagem. Bradley pessoalmente emprestou dinheiro de sua conta em um banco para garantir a aprovação das medidas, confiando no futuro reembolso pela Assembleia Geral.

### Lei eleitoral de Goebel e a eleição para governador de 1899
Em 1 de fevereiro de 1898, o Presidente "Pro Tem" (cargo mais alto) do Senado William Goebel apresentou uma medida mais tarde referida como a lei eleitoral de Goebel. O projeto de lei criou um Conselho de comissários de eleição, nomeado pela Assembleia geral, que foram responsáveis pela escolha de comissários de eleição em todos os condados de Kentucky. O Conselho foi autorizado a examinar a eleição declarada e validar os resultados. O poder de decidir o resultado das eleições disputadas permaneceu com a Assembleia geral, nos termos da seção 153 da Constituição do estado. Porque a Assembleia geral era de predominância democrática e Goebel era considerado um provável aspirante democrático para governador nas eleições de 1899, o projeto de lei foi atacado como gritante partidário e casuísta, mesmo por alguns democratas. No entanto, Goebel foi capaz de manter apoio suficiente de membros do seu partido para derrubar o veto de Bradley, tornando o projeto em lei.
Uma proposta foi feita para convocar uma sessão especial para revogar a lei e Bradley saiu em favor da ação, mas uma votação entre os legisladores mostrou que muitos deles eram evasivos em justificar a convocação. Os republicanos organizaram um test case (para formar jurisprudência) contra a lei, mas o Tribunal de Apelações do Kentucky julgou constitucional. Como líder do partido, Goebel praticamente escolheu os membros da Comissão eleitoral. Ele escolheu três democratas ferrenhos, W. S. Pryor, antigo chefe de Justiça da corte de Apelações de Kentucky; W. T. Ellis, antigo representante dos EUA pelo Condado de Daviess; e C. B. Poyntz, ex-chefe da Comissão de estrada de ferro do estado.

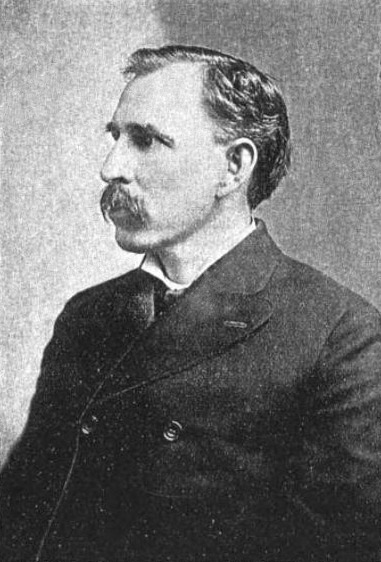
William S. Taylor foi nomeado candidato republicano para suceder Bradley.

Como o mandato de Bradley aproximava-se do fim, potenciais candidatos republicanos para sucedê-lo foram inicialmente poucos. Alguns viram a atribuição de 18.000 votos em Kentucky para William Jennings Bryan na eleição presidencial de 1896 como um sinal claro de que o estado iria votar para os democratas em 1899. Outros não estavam interessados em estar na defensiva contra os ataques democráticos inevitáveis da administração de Bradley. Ainda outros foram intimidados pela perspectiva de ser derrotado pela "máquina" da lei eleitoral Goebel. O procurador-geral da sessão William S. Taylor foi o primeiro a anunciar sua candidatura e logo garantiu o apoio do senador Deboe. Outros candidatos mais tarde incluíram o juiz Clifton J. Pratt do Condado de Hopkins e o auditor de estado da sessão Sam H. Stone. O primeiro foi a escolha de Bradley, Taylor foi um hábil político articulador e foi capaz de criar uma máquina política forte entre as delegações de Condado. Ele parecia o favorito para ganhar a nomeação.
A Convenção de nomeação republicana foi convocada em 12 de julho, em Lexington. Irritado em razão de seu partido não ter seriamente considerado seu candidato, Bradley não compareceu. Líderes negros no partido ameaçaram seguir Bradley e organizar sua própria convenção de nomeação, como acreditavam que Taylor representava os interesses dos brancos do partido. Taylor tentou manter o partido unido nomeando um negro como secretário permanente da Convenção de líderes negros e prometeu nomear outros líderes negros para seu gabinete, se eleito. Ele também tentou trazer Bradley de volta à Convenção, prometendo a nomear o sobrinho de Bradley, Edwin P. Morrow, Secretário de estado. Bradley recusou a oferta.  Estampando a estratégia superior de Taylor todos os outros candidatos retiraram-se em uma demonstração de unidade do partido, permitindo a Taylor ser nomeado por unanimidade.
Bradley tinha inicialmente sido leal com Taylor, mas ele realizou uma turnê no estado com o líder republicano Augustus E. Willson, após Goebel, o eventual candidato democrata, fez uma turnê semelhante com William Jennings Bryan, que era muito popular no estado. Embora ele insistisse que ele só queria defender sua administração dos ataques democratas, Henry Watterson sugeriu que Bradley fosse procurar conseguir o apoio de Taylor para sua candidatura senatorial antecipada. Bradley começou sua turnê no estado em Louisville, cobrando que democratas tinham que encomendar um orador para seu candidato, porque todos os melhores homens do estado haviam o abandonado. Ele também incentivou os negros não desertarem do partido republicano. Ele comparou seus compromissos com os negros em seu governo com o apoio dos Democratas do projeto de lei Separate Coach Bill (lei do vagão separado para negros). Ao longo de seus discursos, Bradley defendeu sua administração e nunca mencionou Taylor. Finalmente, ele alinhou com a campanha "e foi às urnas ajudar eleger Taylor!". Como Bradley saiu do palco, Willson sussurrou-lhe: "Bradley é a coisa mais honesta que você já fez em sua vida". Como eles continuaram a turnê estado, Bradley e Willson frequentemente atraiam multidões maiores do que aqueles montados para Taylor.
Quando a campanha chegou ao fim, republicanos e Democratas alertaram para a possibilidade de violência e fraude eleitoral serem reciprocamente perpetradas. O prefeito de Louisville Charles P. Weaver, um democrata de Goebel, adicionou 500 homens como reforço de polícia da cidade pouco antes da eleição, levando a acusações de que a intimidação de eleitores iria ocorrer naquela cidade. Bradley por sua vez ordenou a milícia do Estado para estar pronta para acalmar as perturbações em todo o estado. No dia da eleição, a manchete do Courier-Journal proclamou a "Regra de baioneta".
Apesar de todas as alegações sobre o potencial de violência no dia da eleição, 7 de novembro, transcorreu calmamente em todo o estado. Menos de uma dezena de pessoas foram presas no estado. O retorno dos dados da votação eram lentos, então na noite da eleição, os resultados eram demasiado estreitos para aclamar vencedor. Quando a contagem oficial foi anunciada, Taylor venceu por uma diferença de votos de 193.714 para 191.331. O ex-governador John Y. Brown, indicado por um grupo dissidente dos democratas, tinha obtido 12.040 votos e candidato populista John G. Blair recebeu 2.936. Embora a Junta Eleitoral tivesse sido pensada para ser controlada por Goebel, ela apresentou uma decisão de 2 por 1 de surpresa para certificar os resultados da eleição. O parecer do conselho em maioria alegou não possuir qualquer poder judicial e foram, portanto, incapazes de ouvir provas ou juramentar testemunhas, deixando-os sem motivos para invalidar os votos. Taylor foi empossado em 12 de dezembro de 1899.
Após seu mandato como governador, Bradley mudou-se para Louisville e retomou sua prática legal. Logo após Bradley deixar o cargo, Goebel e seu companheiro de chapa, J. C. W. Beckham, desafiaram os resultados da eleição na Assembleia geral, conforme a Constituição Estadual 1899. Todos os candidatos para cargos menores do Estado, também contestaram. A comissão de eleição de Bradley e seu colega Augustus Willson tomaram parte da equipe legal que representava os republicanos antes da Assembleia Geral e no Tribunal, onde desafiaram a legalidade da lei eleitoral Goebel e, mais tarde, as ações da Assembleia geral.
Os republicanos em todo o estado esperavam da Comissão de eleição da Assembleia Geral recomendar a desqualificação de bastante votos para fazer Goebel governador. Homens armados de Kentucky Oriental vieram para a capital, aguardando as conclusões da Comissão de eleição. Na manhã do dia 30 de Janeiro, quando Goebel e dois amigos caminhavam em direção ao edifício do Capitólio, um tiro ecoou e Goebel caiu ferido. Ele foi levado para um hotel nas proximidades para ser tratado de seu ferimento. Como esperado, a Comissão de concurso recomendou invalidar votos suficientes para fazer Goebel governador e a Assembleia Geral votou para certificar a recomendação. Goebel foi empossado como governador, mas ele morreu em 3 de fevereiro. Beckham, em seguida, tomou o juramento de posse e continuou o desafio legal contra Taylor e seu vice-governador, John Marshall.
No tribunal federal, Bradley argumentou em nome dos menores oficiais republicanos que lei eleitoral Goebel privou os cidadãos do seu direito de voto. O direito de voto, afirmou, era inerente à garantia da 14ª emenda da "liberdade" e não poderia ser retirado de qualquer cidadão sem o devido processo. O juiz federal William Howard Taft determinou que os republicanos teriam que procurar socorro perante os tribunais do estado. Após uma prolongada batalha legal, todos os oficiais menores foram destituídos exceto procurador geral Clifton J. Pratt.
Os casos de Taylor e Marshall foram objeto de recurso perante o Tribunal de Apelações do Kentucky, após para o Supremo Tribunal dos Estados Unidos. No caso de Taylor versus Beckham, Bradley rebateu declarações dos democratas que os tribunais federais não tinham competência citando Thayer versus Boyd, um caso semelhante em que o Tribunal tinha assumido a jurisdição. Ele ainda citou autoridades que opinaram que um cargo eletivo era propriedade, usando isso para afirmar que tinham sido violados direitos de Taylor na 14ª emenda, dando assim a competência ao Tribunal de Justiça. Também, afirmou Bradley, a eleição de alguns membros da Comissão de concurso da Assembleia Geral seria verdadeiro desdobramento da Comissão. Pelo menos um membro do Comitê era conhecido por ter apostado no resultado da eleição. Estes fatos deveriam anular a decisão do Comitê e da Assembleia alegando que eles haviam deixado alguns membros como juízes de seus próprios casos, argumentou Bradley. Finalmente, Bradley citou irregularidades no processo da Comissão de concurso, inclusive dando tempo insuficiente para a alteração de testemunho fornecidos na forma escrita por Taylor e Marshall na representação legal. O Tribunal recusou-se a intervir no caso, no entanto, porque constatou-se que não havia nenhuma questão federal envolvida. O único juiz dissidente desta opinião foi o Kentuckiniano John Marshall Harlan.

## Últimos anos e morte
Em uma votação conjunta da Assembleia geral, em 1900, Bradley foi derrotado por uma vaga no Senado dos EUA por uma diferença de votos de 75 para 54. Após derrubar Taylor, o partido republicano do Estado estava dividido em facções, com Godfrey Hunter no comando de um e Bradley no comando de outro. As duas facções formaram uma aliança provisória para nomear John w. Yerkes para professor de direito em Danville na sessão especial convocada após o assassinato de Goebel, mas Yerkes perdeu para o candidato democrata J. C. W. Beckham. Na Convenção Nacional Republicana de 1904, Bradley foi escolhido para a segunda nomeação de Theodore Roosevelt para Presidente.
As facções marcaram novamente a Convenção de nomeação republicana em 1904. Bradley e sua facção apoiou Augustus E. Willson para governador, enquanto Hunter e Yerkes apoiaram o empresário Morris B. Belknap de Louisville, genro do ex-governador Simon Buckner. Quando funcionários da Convenção pronunciaram-se contra uma delegação de um Condado compromissada com Willson, ele retirou a candidatura. Bradley mostrou-se irritado por Bellknap ter sido indicado no primeiro escrutínio e posteriormente perdido para J. C. W. Beckham, que foi autorizado a procurar um segundo mandato, porque um Tribunal decidiu que ele não tinha sido eleito para um mandato completo, em 1900 (a legislação impedia reeleição).

### Carreira no Senado

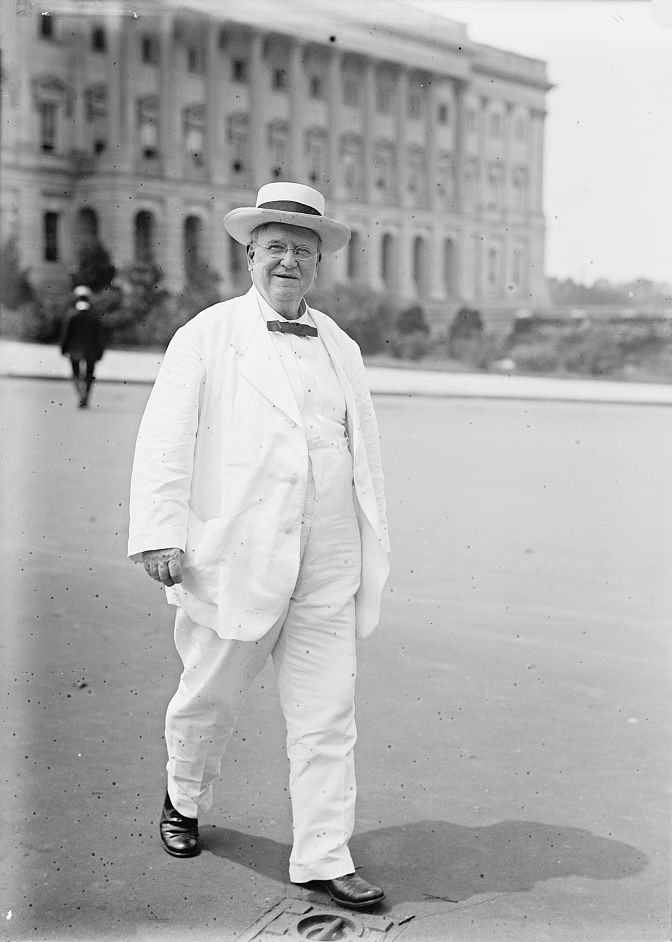
Bradley como senador em 1913.

Em 1907, os republicanos nomearam Willson para governador tendo sido eleito. Esta vitória novamente encorajou republicanos na Assembleia geral, que nomearam Bradley para uma vaga no Senado dos Estados Unidos em 1908. Os democratas escolheram para nomeação o governador de saída Beckham. Embora os democratas tivessem uma maioria na assembleia geral, sete legisladores democráticos se recusaram a votar para Beckham porque ele era favorável da "Prohibition" (proibição de bebidas alcoólicas). Em vez disso, eles votaram em outros candidatos, restando ninguém com maioria. Como a votação continuou ao longo de dois meses sem nenhum vencedor, alguns democratas pediram para Beckham retirar-se em favor de um candidato mais aceitável. Ele recusou, então após 29 sufrágios, quatro democratas favoráveis ao "noviço" Bradley desafiaram a lealdade ao seu partido, elegendo-o por uma margem de 64 para 60 votos. Nenhum dos quatro foram reeleito para seus cargos no legislativo, embora um oportunamente tornou-se secretário particular de Bradley.
Durante os primeiros 61º e 62º congressos, Bradley foi presidente da Comissão do Senado dos EUA sobre as despesas do departamento de Justiça. Ele também foi presidente da Comissão para investigar os invasores de terra indígena durante 61º Congresso e o Presidente do Comitê de reivindicações revolucionário durante 63º Congresso. O historiador James C. Klotter opinou que durante a carreira de Bradley no Senado, ele era "mais conhecido por sua oratória do que por suas realizações legislativas". Ele decepcionou os negros apoiando a política da administração Taft de não nomear os negros a cargos públicos nos estados onde eles residiam.
Na eleição presidencial de 1908, Bradley apoiou Charles W. Fairbanks para a nomeação republicana, enquanto Willson era apoiado por William Howard Taft. A desarmonia marcou a Convenção de nomeação do Estado, mesmo sendo um senador recém-cunhado, Bradley não foi escolhido como delegado para a Convenção Nacional Republicana. Isso enfureceu Bradley e terminou a sua aliança com Willson. Em 1911 na convenção de nomeação republicana, Bradley não apoiou Edward C. O'Rear, eventual candidato para governador do partido. Ele fez pouco para oferecer apoio a O'Rear nas eleições gerais, então foi eleito o governador James B. McCreary.
Em 14 de maio de 1914, Bradley anunciou sua intenção de se retirar da política após a conclusão do seu mandato, devido à degradação da sua saúde geral. Viajando a bordo de um bonde após seu anúncio, Bradley sofreu uma grave queda, ocasionando dois dedos quebrados, traumatismo e lesões internas. Após breve tentativa de retorno aos seus deveres, ele restou acamado e morreu em 23 de maio de 1914. A causa oficial da morte foi listada como uraemia. Após a morte de Bradley, as duas câmaras do Congresso aprovaram resoluções expressando condolências e interromperam o funcionamento. Seu corpo foi levado para Frankfort para o enterro, mas de acordo com os desejos de Bradley e sua família, não colocaram um segundo caixão para visitação popular. Foi sepultado no cemitério de estado em Frankfort.

## Antepassados
Ancestrais de William O'Connell Bradley:

## Fonte da tradução
- Este artigo foi inicialmente traduzido, total ou parcialmente, do artigo da Wikipédia em inglês cujo título é «William O'Connell Bradley».

| Cargos políticos                | Cargos políticos                                             | Cargos políticos                    |
| ------------------------------- | ------------------------------------------------------------ | ----------------------------------- |
| Precedido por John Y. Brown     | Governador do Kentucky 1895–1899                             | Sucedido por William S. Taylor      |
| Precedido por James B. McCreary | Senador dos Estados Unidos pelo estado do Kentucky 1909–1914 | Sucedido por Johnson N. Camden, Jr. |